# Is Nothing Sacred?
| Recensione | Giudizio |
| ---------- | -------- |
| AllMusic   |          |

Is Nothing Sacred? è il secondo album in studio del supergruppo musicale britannico The Lords of the New Church, pubblicato nel 1983 dalla I.R.S. Records.

## Tracce
1. Dance With Me – 3:23 (Brian James)
2. Bad Timing – 3:40 (Brian James)
3. Johnny Too Bad – 3:54 (Brian James)
4. Don't Worry Children – 3:44 (Dave Tregunna)
5. The Night Is Calling – 4:56
6. Black Girl, White Girl – 3:40 (Brian James, T.D. James)
7. Goin' Downtown – 3:51 (Brian James)
8. Table of Two Cities – 3:51 (Brian James)
9. World Without End – 5:19 (Brian James)
10. Partners in Crime – 2:42 (Brian James)
11. Live for Today – 3:38 (Mogol Audio 2)
12. Opening Nightmares – 3:41 (Brian James)
13. Sorry for the Man – 5:51 (M. Rose)
14. Lord's Prayer – 5:36 (TV Smith)

## Formazione
- Stiv Bators - voce
- Brian James - chitarra
- Dave Tregunna - basso
- Nicky Turner - batteria